# Шаукенбаев, Тарбай Шаукенбаевич
Тарбай Шаукенбаевич Шаукенбаев (1 января 1913, Гурьевский уезд, Уральская область, Российская империя — 8 августа 1985, Алма-Ата, Казахская ССР, СССР) — секретарь ЦК Компартии Казахстана по нефтяной промышленности, председатель Госплана КазССР, депутат Верховного совета КазССР, декан экономического факультета КазГУ, доктор экономических наук, профессор.

## Биография
Родился 1 января 1913 года в Жилокосинском районе Гурьевского уезда Уральской области.
В 1938 году окончил Московский нефтяной институт имени И. М. Губкина.
В 1947 году окончил Высшую партийную школу при ЦК ВКП(б).

## Карьера
- 1938 г. — инженер нефтепромысла Байчунас треста «Эмбанефть»
- 1938—1940 гг. — инженер отдела тяжелой промышленности Госплана КазССР
- 1940—1945 гг. — инструктор, заведующий отделом нефтяной промышленности ЦК КПК, секретарь ЦК Компартии Казахстана по нефтяной промышленности. Выступал за разработку Урало-Эмбенского нефтегазоносного бассейна, в результате которой были открыты три новых месторождения нефти: Доссор, Эмба и Макат, которые были успешно введены в промышленную разработку в период Великой Отечественной войны и дали тысячи тонн высококачественной нефти. В годы войны, чтобы компенсировать временное прекращение деятельности нефтяных районов Майкопа и Грозного, важнейшей задачей для советского руководства стало форсирование нефтедобычи в Казахстане. Нефтяники Урало-Эмибинского района все годы войны работали по 12-13 часов в сутки без выходных, добывая тысячи тонн нефти и снабжая горючим Советскую армию. Нефть Эмбы стала весомым вкладом в победу над фашизмом. Были введены в эксплуатацию новые предприятия, в городе Гурьеве построен крупный нефтеперерабатывающий завод. Добыча нефти в 1941—1945 гг. составляла в среднем 800 тыс. т в год. Доссорская нефть во время Великой Отечественной войны благодаря своему высокому качеству без обработки использовалась для заправки советских танков[2].
- 1945—1948 гг. — зам. зав. Отделом топливно-энергетической промышленности ЦК Компартии Казахстана
- 1948—1951 гг. — зам. зав. Отделом тяжелой промышленности ЦК Компартии Казахстана
- 1952—1955 гг. — Председатель Госплана Казахской ССР. Член Совета Министров Казахской ССР.
- 1955 г. — кандидат в члены ЦК КП Казахстана. Депутат Верховного Совета Казахской ССР IV созыва.
- 1955—1963 гг. — преподаватель КазГУ
- 1959—1961 гг. — декан экономического факультета КазГУ
- 1963—1985 гг. — заведующий кафедрой «Планирование народного хозяйства и экономики материально-технического снабжения» экономического факультета КазГУ им. С. М. Кирова (преобразован в Алма-Атинский институт народного хозяйства, ныне Университет Нархоз).

## Научно-педагогическая деятельность
- 1949 год — кандидат экономических наук
- 1962 год — доктор экономических наук
- 1964 год — профессор

Разработал периодизацию освоения Урало-Эмбенского нефтегазоносного бассейна: дореволюционный период, первые годы индустриализации (1920—1928), довоенные пятилетки (1928—1932, 1933—1937, 1938—1941), период Великой Отечественной войны (1941—1945), годы послевоенных пятилеток (1946—1958).
Подготовил более 1,5 тысяч советских экономистов-плановиков, 12 кандидатов и двух докторов экономических наук
. Среди его учеников известные учёные и крупные организаторы науки и высшего образования, выпускники экономического факультета КазГУ: Сагадиев К. А., Сатубалдин С. С., Мамыров Н. К., Окаев К. О., Нурсеитов А. Ш., Бердалиев К. Б., Шеденов У. К., Тумбай Ж. О. и др.

## Награды и звания
- Орден «Знак Почёта» (трижды)
- Медаль «За доблестный труд в Великой Отечественной войне 1941-1945 гг.»
- Медаль "За доблестный труд в ознаменование 100-летия со дня рождения В.И.Ленина"
- Медаль «Тридцать лет победы в Великой Отечественной войне 1941-1945 гг.»
- Медаль «Сорок лет победы в Великой Отечественной войне 1941-1945 гг.»
- Медаль «Ветеран труда»
- Почетная грамота Верховного Совета Казахской ССР
- Заслуженный работник Казахской ССР
- Заслуженный работник Высшей школы Казахской ССР